# 張蠙
张蠙（？—？），字象文，池州（治今安徽贵池）人，唐朝诗人。

## 生平
生卒年不詳。張蠙幼時能诗，《登单于台》有“白日地中出，黄河天上来”之句。早年科場失利，滞留长安，赋诗云：“月里路从何处上，江边身合几时归？十年九陌寒风夜，梦扫芦花絮客衣。”此詩名聞京城。与许棠、張喬和周繇合称“九华四俊”。又与许裳、张乔、郑谷等合称“咸通十哲”。乾宁二年（895年）赵观文榜进士第，授校书郎，调栎阳縣尉，迁犀浦縣令。避乱入蜀。王建創建蜀国，拜為膳部员外郎。後为金堂縣令。后主王衍游大慈寺，见張蠙於壁间题诗云：“墙头细雨垂纤草，水面回风聚落花。”，甚爱之，张蠙又進詩二百首。后主欲召知制诰，宦官宋光嗣以其轻傲驸马加以阻遶，最後止赐白金千两。卒於官。有《张蠙诗集》二卷，已佚。《全唐詩》存其詩一卷。